# نشنال وسترن لایف
نشنال وسترن لایف (انگلیسی: National Western Life) شرکت بیمه آمریکایی است، که در سال ۱۹۵۶ تأسیس شد.